# خوسه مانوئل دیاز (دوچرخه‌سوار)
خوسه مانوئل دیاز (اسپانیایی: José Manuel Díaz‎؛ زادهٔ ۱۸ ژانویهٔ ۱۹۹۵) دوچرخه‌سوار اهل اسپانیا است.
از باشگاه‌هایی که در آن رکاب زده‌است می‌توان به تیم دوچرخه‌سواری آکادمی اسرائیل اشاره کرد.